# Belial

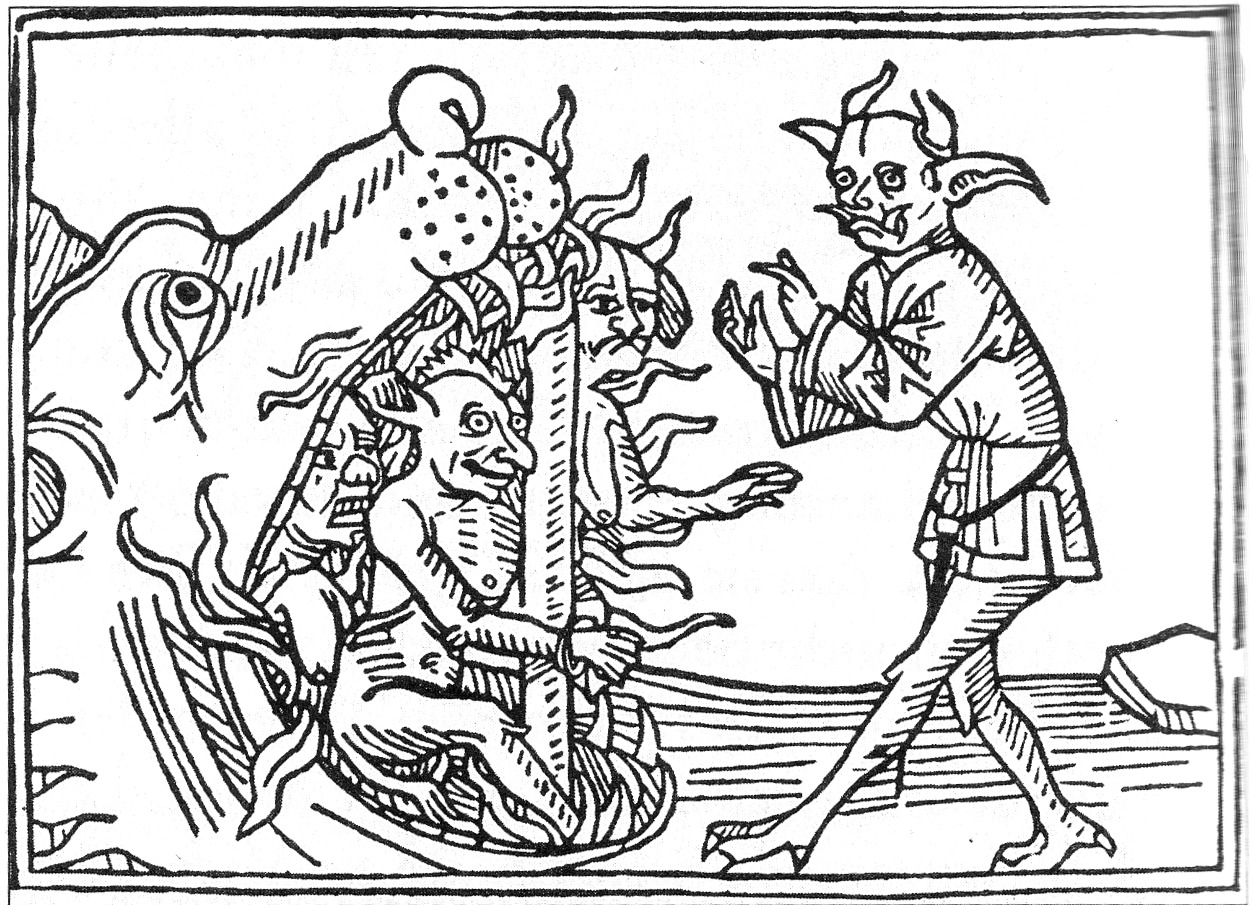
Der Teufel Beliar vor dem Höllentor, Holzschnitt, Augsburg 1473

Belial (hebr. בליעל); bzw. Beliar (griech. Βελίαρ) ist eine dämonische Gestalt aus der Bibel.

## Etymologie
Die Bedeutung des Wortes Belial ist ungeklärt. Rabbinische Erklärungen beziehen sich auf ein Wortspiel: Die biblische Wendung בני בליעל (etwa „Kinder der Wertlosigkeit“) wird als בני בלי ע(ו)ל (etwa „Kinder ohne [das] Joch [der Tora]“) gedeutet. Andere Überlegungen gehen von der Wurzel עלה („aufsteigen“) im Sinne eines negativen Wunsches („mögen sie nicht aufsteigen [aus der Unterwelt]“) oder von der Wurzel בלה („verschlingen“) aus. Wahrscheinlicher ist jedoch eine Zusammensetzung aus der Negation בלי und einem Nomen יעל in der Bedeutung „Wert“. Parallelen für eine solche Wortzusammensetzung, die in semitischen Sprachen generell unüblich ist, finden sich z. B. im Ugaritischen. Dann würde der Begriff als „Wertlosigkeit“, „Nichtsnutz“ wiederzugeben sein.

## Tanach und Qumran
Im Tanach kommt das Wort Belial 27-mal vor, davon dreimal mit Artikel, eine Pluralform existiert nicht. Es bezieht sich dabei auf hochgradig negativ beschriebene Menschen oder Taten. Einige Stellen scheinen unter Beliar eine personifizierte Unheilsmacht zu verstehen. Die Vulgata folgt dieser Sicht, indem sie – anders als die Septuaginta – das Wort teilweise unübersetzt lässt und als Eigennamen behandelt. In 1 Kön 21,13  liest sie Diabolus.
Eine bedeutende Rolle spielt Belial in den Schriftrollen vom Toten Meer, insbesondere in der Kriegsregel und den Hodajjot (1QH). Sie beschreiben den mythischen Endkampf zwischen den Mächten des Lichtes und den Mächten der Finsternis. Irdisch werden diese durch den Lehrer der Gerechtigkeit und den Lügenpriester repräsentiert, himmlisch durch den Erzengel Michael und Belial. Die letzte Zeit kann als „Herrschaft des Belial“ bezeichnet werden, die bösen Mächte und Menschen gehören zum „Los des Belial“. Schließlich wird aber das Gute siegen und Belial überwunden werden.

## Pseudepigraphe Schriften und Neues Testament
Im griechischsprachigen Schrifttum des Judentums der Zeit des Zweiten Tempels taucht Belial/Beliar als der Gegenspieler Gottes auf und wird hier erstmals mit dem Teufel identifiziert. Die Abweichung der griechischen Namensform Βελίαρ vom hebräischen Belial ist bisher nur unzureichend erklärt. Möglicherweise ist die Form (einmal auch als Belior) ein Wortspiel: Der Teufel ist „der ohne Licht“ (hebräisch בלי אור). Der Dualismus von Licht und Finsternis könnte auf Einflüsse des Zoroastrismus zurückgehen.
Im Neuen Testament wird Beliar in 2 Kor 6,15  erwähnt: „Wie stimmt Christus überein mit Beliar? Oder was für ein Teil hat der Gläubige mit dem Ungläubigen?“ Die Stelle spiegelt einen religiösen Dualismus wider und bedient sich, ähnlich wie die Texte aus Qumran, einer Metaphorik von Licht und Finsternis.
Im Bartholomäusevangelium bezeichnet Belial eine in der Hölle von Ketten gefesselte Figur, die für die Verderbnis über die Welt verantwortlich ist. Der Autor nennt ihn Belial oder Satan, während Belial sich selbst als Satanael oder Satan bezeichnet. Er beantwortet auf den Befehl Jesu Fragen und erzählt dabei Bartholomäus den Grund für seine Verbannung, wie er die Welt verführte und dass er einst zu den ersten Engeln gehörte.

## Mittelalter
Auch in der volkstümlichen Überlieferung taucht Beliar als Name des Teufels auf. Angeblich ist er der gefallene Engel, Geist und Fürst der Finsternis.
So war Beliar angeblich der Lieblingsdämon des berüchtigten Gilles de Rais, der im 15. Jahrhundert an die zwölf Dutzend Kinder tötete.
Besonders häufig wurde Beliar im Mittelalter benutzt, wenn der Teufel seine Interessen juristisch vertrat. So erscheint Beliar zum Beispiel vor Gott und fordert, dass die Taten Jesu untersucht werden. In dem Buche Belial (1473) befindet sich dazu ein Holzschnitt, der zeigt, wie die Teufel in einem flammenden Schlund sitzend aufmerksam die Argumente Beliars verfolgen, die dieser vor Gott im Namen der Hölle vorbringt. Beliars Beschwerde gegen Christus lautet im Kern, dass dieser sich gesetzwidrig in höllische Angelegenheiten eingemischt und sich die Herrschaft über Dinge angemaßt hat, die ihn nichts angehen. Doch der Teufel Beliar hat Pech: Gott entscheidet für Christus.

## Belial bei John Milton
In John Miltons Paradise Lost erscheint Belial als wortgewandter Kabinettsgefährte von Satan und wird beschrieben als das schönste Geschöpf, das je im Himmel umging. Entgegen dem großen Dämonengeneral, einem riesenhaften, höllischen Kriegshelden mit gigantischem Schild und Speer, der auf einen weiteren offenen Krieg gegen den Allmächtigen drängt, rät Belial zu einem zurückhaltenderen Vorgehen, weil er sich vor einer noch schlimmeren Hölle als der, die er mit dem Rest von Satans Legionen zurzeit bewohnt, fürchtet und die träge Feigheit schlicht und einfach seinem Naturell als Demagoge entspricht. Er will in der Hölle verweilen, sodass sich die Erscheinungen der Teufel an die flammende Hitze und die anderen lebenswidrigen Umstände anpassen können und schlussendlich keine Qualen mehr verspüren.
Mammon stimmt ihm in gewissen Punkten zu, Beelzebub aber, der einen ungleich höheren Status genießt als Belial und Mammon, widerspricht vehement.

## Beliar/Belial in der Populärkultur
Der Dämon Belial, bzw. dessen Name, findet heute rege Verwendung in verschiedenen Bereichen der Populärkultur, so zum Beispiel als Antagonist in der Filmreihe Basket Case oder als Dämon im Film Der Exorzismus von Emily Rose, Büchern, Rollen- und Tabletopspielen, besonders häufig dabei jedoch in Computerspielen:

### Computerspiele
In zahlreichen Video- und Computerspielen tritt der Dämon auf. Etwa unter dem Namen Berial als Bossgegner in Devil May Cry 4, BloodRayne, als „Herr der Lügen, Niederes Übel“ in Diablo III, als Beliar, der „Gott der Vernichtung und des Todes“  in Gothic oder als Ahnengott in Lands of Lore – Götterdämmerung. Andere Spiele setzten ihn in einen anderen Kontext, etwa als Beschwörung in Final Fantasy XII, oder verwenden schlicht nur den Namen des Dämons, bspw. in Realms of the Haunting und in Vampire: The Masquerade – Bloodlines oder Odin Sphere. Aufgrund seines Hintergrundes stellt Belial meist einen Widersacher für den Spieler und die Protagonisten des Spieles dar. Selten ist dagegen, wie etwa in Painkiller: Overdose, dass die Möglichkeit besteht, den Dämon selbst zu lenken, oder seine mutmaßlichen Kräfte selbst zu benutzen, etwa in Form eines Gegenstandes wie in The Binding of Isaac, in dem der Spieler ein sog. Book of Belial aufheben kann. In Granblue Fantasy verkörpert Belial eine wesentliche Figur, welche allerdings nicht viel mit dem religiösen Hintergrund zu tun hat und als Schöpfung Lucifers, der sich gegen diesen verschworen hat, zur Vernichtung allen Gottgegebenen dargestellt wird.

### Musik
- Die schwedische Black-Metal-Band Lord Belial ist nach dem Dämon benannt.
- Die schwedische Black-Metal-Band Ofermod beschließt ihr Album Mysterium Iniquitatis mit dem Titel Loyal to Belial.
- Im Lied Year Zero der schwedischen Heavy-Metal-Band Ghost wird er zu Beginn als Erster und zusammen mit Behemoth, Beelzebub, Asmodäus,  Satanas und Lucifer aufgezählt, außerdem in ihrem Song Monstrance Clock vom Album Infestissumam (2013)
- Im Lied Der Eindringling 2 des deutschen Horrorcore Rappers Schwartz geht es um einen Mann mit multipler Persönlichkeitsstörung der glaubt Belial, der sich ihm als „der Engel des Todes“ vorstellt, hätte Besitz von ihm ergriffen und verleitet ihn nun zu Bluttaten. (2014)
- Auf dem Black-Metal-Album Serpent Sermon (2012) der schwedischen Band Marduk geht es im dritten Titel um Souls for Belial.
- Die norwegische Black Metal-Band Dimmu Borgir erwähnt Belial in ihrem Song The Serpentine Offering vom Album In Sorte Diaboli (2007).
- Die polnische Blackened-Death-Metal-Band Behemoth nennt Belial im Song Chant for Eschaton 2000 vom Album Satanica (1999).
- Der dänische Heavy Metal-Musiker King Diamond bezieht sich in einigen seiner Konzeptalben auf Belial, besonders in Geschichten, die okkulte und dämonische Themen behandeln.
- Die amerikanische Death/Black-Metal-Band Acheron hat einen Song namens Ave Satanas auf dem Album Rites of the Black Mass (1992), in dem Belial als einer der Dämonen angerufen wird.
- Die schwedische Black-Metal-Band Watain hat einen Song namens Four Thrones auf dem Album Lawless Darkness (2010), in dem Belial neben Lucifer, Leviathan und Beelzebub als vierter Erzdämon angerufen wird.

## Moderner Okkultismus

### Satanismus
In der satanischen Deutung kommt Belial die Rolle eines der vier Erzdämonen zu. Er repräsentiert den Norden, die Niedertracht der Erde und Unabhängigkeit. Der Name „Belial“ wird in Die schwarze Magie von Richard Cavendish (1980) auf das hebräische beli ja‘al (wertlos) zurückgeführt. Im Satanismus LaVeyscher Prägung lässt sich der Erzdämon als Metapher eines unabhängigen Geistes verstehen, der antagonistisch zu monotheistischen Dogmen und Regeln steht.

### Engelwerk
Das Handbuch des Engelwerkes aus dem Jahr 1961 beschreibt Belial als Dämon, der Macht über den menschlichen Körper ausübt.